# Ahmad Nivins
Ahmad Nivins (Jersey City, 10 de febrer de 1987) és un jugador de bàsquet estatunidenc que juga a la posició d'aler pivot.
Actualment juga pel Poitiers Basket 86.